# Simulationshypotesen
Simulationshypotesen er en teori inden for filosofi og videnskab, der antyder, at vores virkelighed måske er en simulering eller et computerspil skabt af en mere avanceret civilisation. Ifølge denne hypotese er vores oplevelser og opfattelse af verden kun en illusion, og vores bevidsthed er i virkeligheden en del af den virtuelle virkelighed.

Denne idé blev først fremsat af den svenske filosof Nick Bostrom i 2003. Han argumenterede for, at hvis det er teknologisk muligt for en avanceret civilisation at skabe så realistiske simuleringer, ville det være sandsynligt, at mange af disse simuleringer ville blive oprettet. Derfor er det mere sandsynligt, at vi lever i en af disse simuleringer, end at vi faktisk eksisterer i den virkelige verden.